# Vinzenz Stieber
Vinzenz Stieber (12. července 1803, Jistebník – 17. září 1898, Jistebník) byl rakouský politik německé národnosti z Moravy, během revolučního roku 1848 poslanec Říšského sněmu.

## Biografie
Roku 1849 se uvádí jako Vinzenz Stieber, dědičný rychtář a majitel půdy v Jistebníku (Stiebnig). Uvádí se etnicky jako Němec.
Během revolučního roku 1848 se zapojil do veřejného dění. Ve volbách roku 1848 byl zvolen na ústavodárný Říšský sněm. Zastupoval volební obvod Ostrava. Tehdy se uváděl coby zemědělec a dědičný rychtář. Podle některých údajů zastupoval v parlamentu Moravu, podle jiných Slezsko. Řadil se k sněmovní levici.
V roce 1869 získal zlatý záslužný kříž. Tehdy byl uváděn jako obecní starosta v Jistebníku.